# San Justo, Buenos Aires
San Justo är en kommunhuvudort i Argentina.   Den ligger i provinsen Buenos Aires, i den centrala delen av landet, 18 km väster om huvudstaden Buenos Aires. San Justo ligger 35 meter över havet och antalet invånare är 105 274.
Terrängen runt San Justo är mycket platt. Runt San Justo är det mycket tätbefolkat, med 2 181 invånare per kvadratkilometer.. Närmaste större samhälle är Buenos Aires, 18,2 km öster om San Justo.
Runt San Justo är det i huvudsak tätbebyggt.